# Automeris daudiana
Automeris daudiana är en fjärilsart som beskrevs av Druce 1894. Automeris daudiana ingår i släktet Automeris och familjen påfågelsspinnare. Inga underarter finns listade i Catalogue of Life.